# Sitamarhi (Distrikt)
Der Distrikt Sitamarhi (Hindi सीतामढ़ी जिला, Urdu ضلع سیتامڑھی) ist ein Distrikt im indischen Bundesstaat Bihar. Sitz der Verwaltung ist der Ort Dumra.

## Geschichte

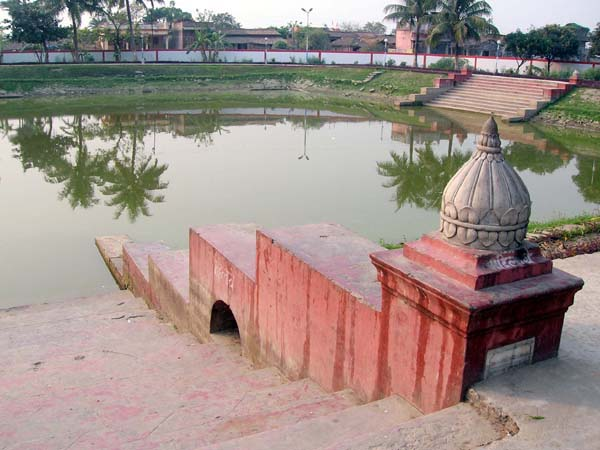
Janaki Kund

Sitamarhi ist nach der indischen Mythologie ein heiliger Ort, da hier die Göttin Sita aus einem irdenen Gefäß in die Welt entsprungen sein soll. Zwei Orte streiten sich darum, wo sich dies ereignet haben soll, Janaki Kund und das etwa fünf Kilometer südwestlich der Stadt Sitamarhi gelegene Dorf Punaura. Bei Janaki Kund gibt es einen Tempel Janaki Mandir und auch Tempel für andere Hindugötter (Hanuman, Mahadeo und Ganesha). Der Ort ist eine wichtige Pilgerstätte, an der alljährlich Vivah Panchami, die Hochzeit Ramas und Sitas, gefeiert wird.
Der Distrikt Sitamarhi wurde am 11. Dezember 1972 durch Abtrennung vom Distrikt Muzaffarpur geschaffen. Zuvor war der Distrikt eine Subdivision von Muzaffarpur gewesen. Der Verwaltungssitz dieser Subdivision hatte sich bis 1935 in der Stadt Sitamarhi befunden. Nach einem schweren Erdbeben 1934 war die Verwaltung in das fünf Kilometer entfernte Dumra verlegt worden, wo sie seitdem geblieben ist. Im Jahr 1994 wurde der neue Distrikt Sheohar aus Teilen von Sitamarhi gebildet.

## Bevölkerung
Die Einwohnerzahl lag bei der Volkszählung 2011 bei 3.423.574. Die Bevölkerungswachstumsrate im Zeitraum von 2001 bis 2011 betrug 27,62 % und lag damit sehr hoch. Sitamarhi hat ein Geschlechterverhältnis von 899 Frauen pro 1000 Männer und damit einen für Indien üblichen Männerüberschuss. Der Distrikt hatte eine Alphabetisierungsrate von 52,05 %, eine Steigerung um knapp 14 Prozentpunkte gegenüber dem Jahr 2001. Die Lesefähigkeit lag damit weit unter dem nationalen Durchschnitt. Knapp 78 % der Bevölkerung sind Hindus und ca. 22 % Muslime. Im Distrikt ist die Sprache Bhojpuri verbreitet.
Lediglich 5,6 % der Bevölkerung lebten in Städten. Die größte Agglomeration war Sitamarhi mit 106.093 Einwohnern.

## Wirtschaft
Nach der Agrarstatistik 2008/2009 wurde auf 72.000 ha Reis angebaut (Kharif), sowie auf 20.500 ha Weizen, und auf 8.000 ha Mais (beides Rabi). Insbesondere während der Wintersaison spielt der Bewässerungsfeldbau eine große Rolle. Auf 10.200 ha wurden Mangos kultiviert.